# جامعة سبليت
جامعة سبليت (بالكرواتية: Sveučilište u Splitu)‏ (باللاتينية: Universitas Studiorum Spalatensis)‏، هي جامعة تقع في سبليت في كرواتيا . تأسست عام 1974، وتتكون من 13 كلية و124 برنامجاً للكلية. اعتباراً من عام 2009، تخرج ما مجموعه 40000 طالب تقريباً، وتم منح ما مجموعه 337 درجة دكتوراه. والجامعة عضو في رابطة الجامعات الأوروبية.